# 田公氏
田公氏（たぎみし／たぎみうじ）は、日本の氏族。但馬国二方郡の国人。

## 出自
日下部氏の一族が但馬国二方郡田公郷に拠り田公姓を名乗ったことが始まりという。

## 概略
南北朝時代に山名氏に仕官し、室町時代は因幡国の守護代となった。戦国時代は城山城（兵庫県香美郡）に拠ったが、天正5年（1577年）の豊臣秀吉の但馬侵攻で豊臣軍の攻撃を受け落城。当主綱典は、山名豊国を頼って逃亡した。江戸時代、一族は交代寄合表御礼衆に命じられた山名氏に引き続き仕えた。